# Obida
Pour plus de détails, voir Fiche technique et Distribution.
Obida (Обида, littéralement Ressentiment) est un court métrage russe réalisé par Anna Budanova et sorti en 2012.
Il remporte en mars 2013 le prix du « Meilleur film pour enfant » au festival de Souzdal, ainsi que le prix spécial pour un court métrage lors du festival d'Annecy en juin 2013.

## Synopsis
La haine et le ressentiment prend la forme d'une créature chevelue. Elles grandissent ensemble.

## Fiche technique
- Titre : Obida
- Titre original : Обида
- Réalisation : Anna Budanova
- Scénario : Anna Budanova
- Musique : Nadezhda Shestakova
- Animation : Anna Budanova, Mihail Dvorjankin et Anna Krickaja
- Producteur : Valentina Khizhnyakova et Irina Volodina
- Production : Ural-Cinema
- Pays d'origine :  Russie
- Durée : 9 minutes
- Date de sortie :
  -  Russie : 2012
  -  France : 10 juin 2013

## Récompenses et distinctions
- Prix du « Meilleur film pour enfant » au festival de Souzdal.
- Lors de l'édition 2013 du festival international du film d'animation d'Annecy, le film reçoit le prix spécial du jury[1].